# Сташевський Станіслав Сергійович
Станіслав Сергійович Сташевський (25 вересня 1982, Васильків) — український дипломат. Тимчасовий повірений у справах України в Австралії.

## Біографія
Народився 25 вересня 1982 року в місті Васильків, Київська область. У 2005 році закінчив Інститут міжнародних відносин Київського національного університету ім. Т. Г. Шевченка, магістр міжнародних відносин, політолог-міжнародник. Курси підвищення кваліфікації працівників дипломатичної служби Дипломатичної академії України при Міністерстві закордонних справ України (2006), Володіє мовами: українська, російська, англійська.
У 2006—2008 рр. — Аташе, третій секретар Третього територіального департаменту МЗС України.
У 2008—2011 рр. — Третій секретар, другий секретар Посольства України в Австралії
З червня 2011 року — Другий секретар — Тимчасовий повірений у справах України в Австралії.

## Дипломатичний ранг
- другий секретар першого класу